# Księżniczka Tarakanowa

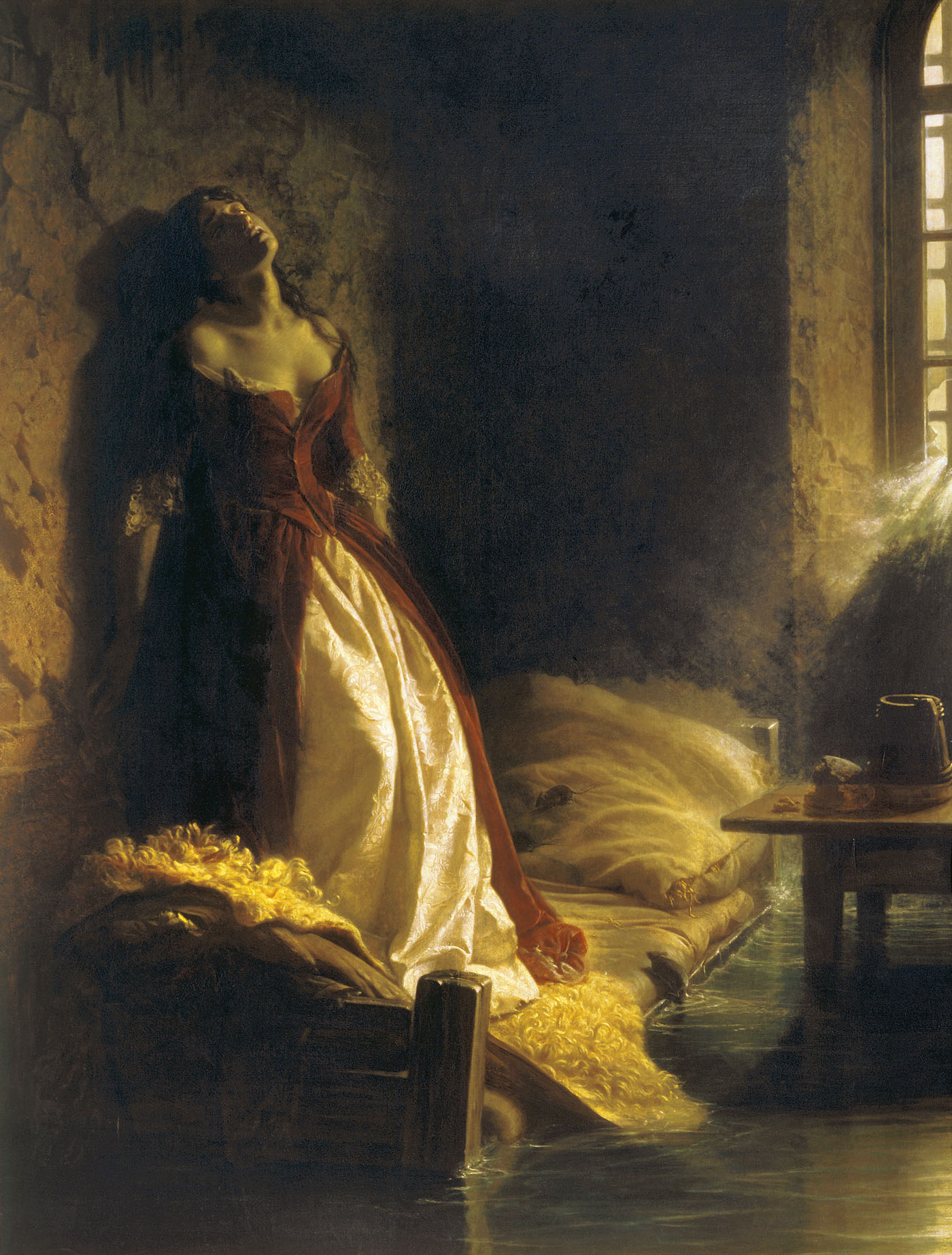
Obraz Konstantina Flawickiego z 1864 ilustruje błędne przekonanie, że księżniczka zginęła podczas powodzi w 1777 roku.

Księżniczka Tarakanowa, Elżbieta Aleksiejewna Tarakanowa (zm. 4 grudnia 1775) – rzekoma, samozwańcza córka cesarzowej Rosji Elżbiety.

## Życiorys
Jej prawdziwe imię i nazwisko, pochodzenie oraz fakty z wczesnych lat życia nie są znane. Była kobietą wyróżniającą się urodą, mającą wielu wpływowych wielbicieli, z których wsparcia korzystała, podając różne wersje odnośnie do swojej tożsamości i pochodzenia. W roku 1774 pod wpływem księcia Radziwiłła ogłosiła się córką carycy Elżbiety i feldmarszałka Razumowskiego oraz pretendentką do tronu Rosji, rozpoczynając prowadzenie swego rodzaju listownej kampanii propagandowej. Z polecenia carycy Katarzyny II została podstępnie aresztowana we włoskim Livorno przez podającego się za jej stronnika Aleksieja Orłowa. Po przewiezieniu do Petersburga została osadzona w twierdzy Pietropawłowskiej, gdzie w toku dochodzenia zmarła na gruźlicę 4 grudnia 1775 roku.
W 1990 r. powstał film pt. Carskaja Ochota (ros. Царская Охота) w reż. Witalija Mielnikowa, osnuty na historii porwania księżniczki z Włoch do Rosji, na podstawie sztuki Leonida Zorina z 1974 roku, pt. Царская Охота.

## Księżniczka Tarakanowa w kulturze
- literatura: Ernest Łuniński, Księżna Tarakanowa : opowiadanie na tle dziejów polsko-rosyjskich; Edward Radziński, Kniażna Tarakanowa; G. P. Danilewski, Kniażna Tarakanowa (1883).
- malarstwo: Konstantin Flawicki, Kniażna Tarakanowa
- film: Tarakanowa et Catherine II (1909); La principessa Tarakanova (1938).